# Griqua-asteroid
Griqua-asteroiderna är en kategori av asteroider som har sin omloppsbana i asteroidbältet mellan 3,1 och 3,27 AU från solen. Dessa asteroider befinner sig i en 2:1 banresonans med Jupiter.
Omloppsbanor i sådan banresonans är ofta instabila på grund av påverkan från Jupiters gravitation, men genom att ha hög excentricitet och hög banlutning finns det några Griqua-asteroider som beskriver stabila omloppsbanor även på längre sikt.

## Några Griqua-asteroider
| Namn              |
| ----------------- |
| 1362 Griqua       |
| 1921 Pala         |
| 1922 Zulu         |
| 3688 Navajo       |
| 3789 Zhongguo     |
| 4177 Kohman       |
| 8373 Stephengould |